# Mitchell Leisen
Mitchell Leisen (n. 6 octombrie 1898 — d. 28 octombrie 1972) a fost un regizor și director de imagine american.

## Filmofrafie
- Cradle Song (1933)
- Death Takes a Holiday (1934)
- Murder at the Vanities (1934)
- Behold My Wife! (1934)
- Four Hours to Kill! (1935)
- Hands Across the Table (1935)
- 13 Hours by Air (1936)
- The Big Broadcast of 1937 (1936)
- Swing High, Swing Low (1937)
- Easy Living (1937)
- The Big Broadcast of 1938 (1938)
- Artists and Models Abroad (1938)
- Midnight (1939)
- Remember the Night (1940)
- Arise, My Love (1940)
- I Wanted Wings (1941)
- Hold Back the Dawn (1941)
- The Lady Is Willing (1942)
- Take a Letter, Darling (1942)
- No Time for Love (1943)
- Lady in the Dark (1944)
- Frenchman's Creek (1944)
- Practically Yours (1944)
- Kitty (1945)
- Masquerade in Mexico (1945)
- To Each His Own (1946)
- Suddenly, It's Spring (1947)
- Golden Earrings (1947)
- Dream Girl (1948)
- Bride of Vengeance (1949)
- Song of Surrender (1949)
- No Man of Her Own (1950)
- Captain Carey, U.S.A. (1950)
- The Mating Season (1951)
- Darling, How Could You! (1951)
- Young Man with Ideas (1952)
- Tonight We Sing (1953)
- Bedevilled (1955)
- The Girl Most Likely (1958)